# Marko Vejinović
Marko Vejinović (* 3. Februar 1990 in Amsterdam) ist ein niederländischer ehemaliger Fußballspieler und heutiger -trainer. Er stand als Spieler zuletzt bei Heracles Almelo unter Vertrag und führte früher den Namen Marko Matić. Derzeit ist er als Assistenztrainer in der Jugend von Feyenoord Rotterdam tätig.

## Leben
Vejinović spielte in seiner Jugend bei A.V.V Zeeburgia. Nachdem er einige Jahre in der Jugend von AZ Alkmaar gespielt hatte, gehörte er seit der Saison 2007/08 zu der Selektion von AZ. Er debütierte bei erstgenanntem am 21. Januar 2009 in einem Spiel um den KNVB-Pokal gegen Achilles ’29. Sein Eredivisie-Debüt gab er am 22. März 2009 im Heimspiel gegen Feyenoord Rotterdam. Nach vier Spielzeiten bei Heracles Almelo wechselte er 2013 zu Vitesse Arnheim. Mit dem Verein erreichte er in zwei Saisons die Qualifikationsrunden für die Europa League, in der Saison 2013/14 war man in der Hinrunde zeitweise Tabellenführer. 2015 wechselte Vejnović zu Feyenoord Rotterdam, konnte sich dort jedoch nie durchsetzen. 2017 jedoch gewann er mit dem Verein die niederländische Meisterschaft.
Im Sommer 2017 kehrte er zu seinem Jugendverein AZ Alkmaar zurück. Schon im Oktober verletzte er sich schwer und musste ein Jahr pausieren. Zum Jahresbeginn 2019 wurde er zu Arka Gdynia nach Polen ausgeliehen.
Nach weiteren kurzzeitigen Stationen bei ADO Den Haag und dem chinesischen Erstligisten Tianjin Jinmen Tiger zwischen 2020 und 2022 wechselte Vejinović erneut zu Heracles Almelo, wo er seine Spielerkarriere nach zwei Saisons beendete und bekannt gab, künftig als Assistenztrainer in der Jugendarbeit von Feyenoord Rotterdam tätig sein zu wollen.
Bis zu seinem 18. Lebensjahr trug er seinen Mutternamen Matić. Weil der Name seines Vaters auszusterben drohte, nahmen sowohl er als auch sein älterer Bruder dessen Name an.

## Erfolge/Titel
- Fußballmeister der Niederlande (2): 2009, 2017
- Johan-Cruyff-Schaal: 2009
- Niederländischer Pokalsieger: 2016